# Karl VIII. (Frankreich)

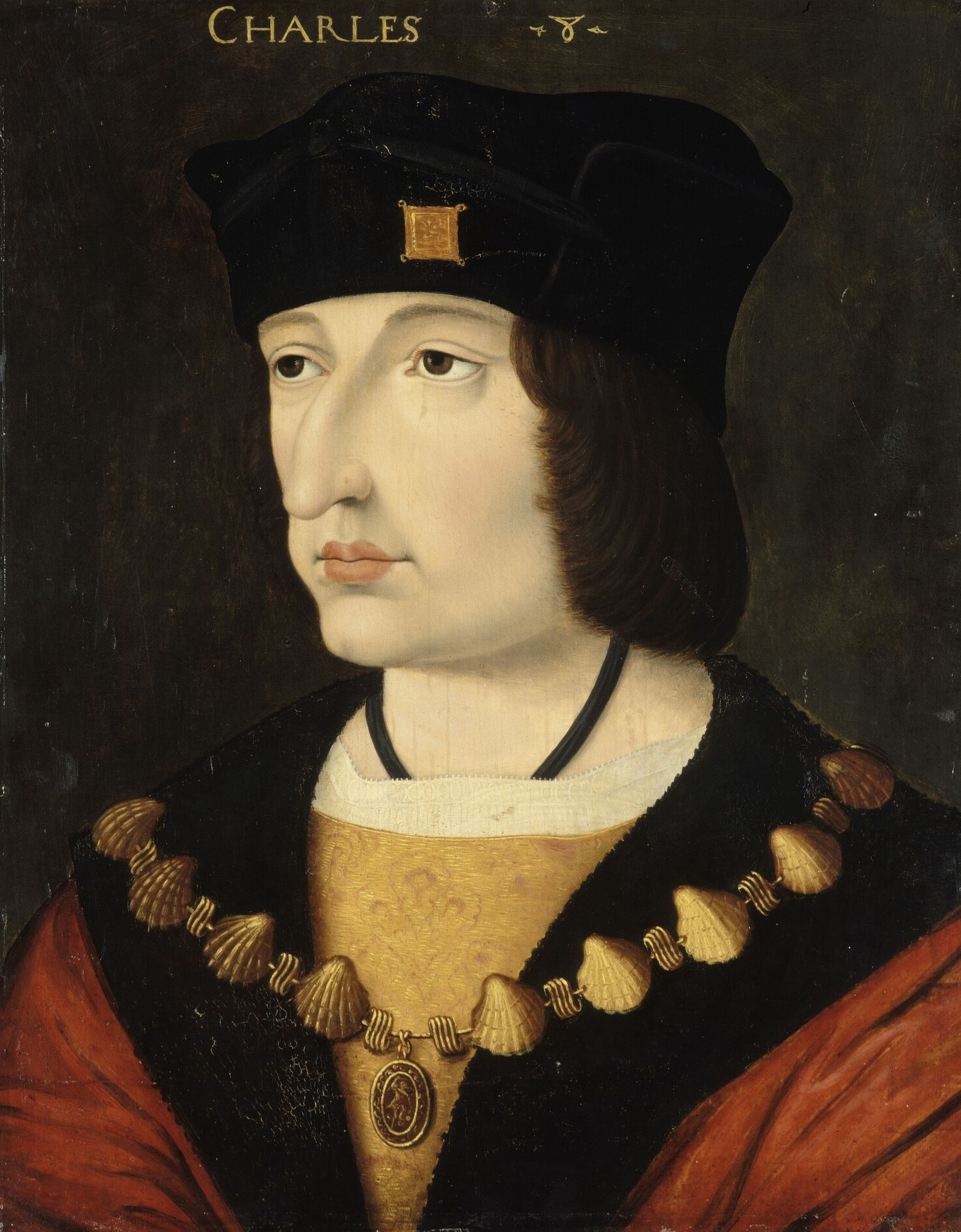
Karl VIII. von Frankreich.
(École Française, 16. Jahrhundert, Musée Condé in Chantilly)

Karl VIII. der Freundliche oder der Höfische (frz. Charles VIII l'Affable oder le Courtois; * 30. Juni 1470 in Schloss Amboise; † 7. April 1498 ebenda) war von 1483 bis 1498 König von Frankreich. Er wurde als dritter und einzig überlebender Sohn von Ludwig XI. von Frankreich und dessen Gemahlin Charlotte von Savoyen geboren. Er war der siebte König aus dem Haus Valois und mit seinem Tod endete die Valois-Hauptlinie.

## Leben

### Kindheit

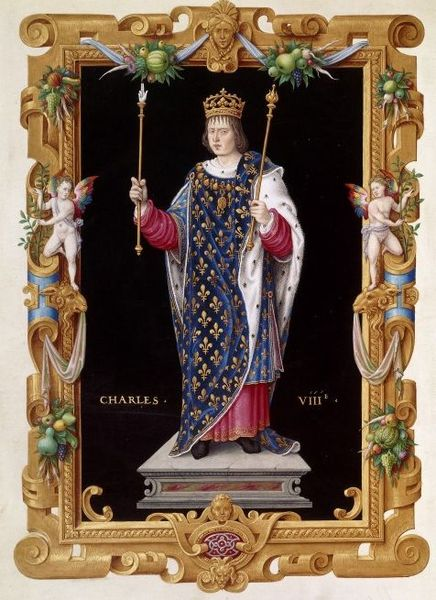
Der junge Karl VIII.

Karl VIII. war von kleiner Gestalt und wurde deswegen oft belächelt. Er galt als schwächliches Kind und sein Vater sorgte sich im Sinne des Fortbestehens der Dynastie mehr um seine Gesundheit als um seine Ausbildung. Der Dauphin sollte als ein Instrument seiner Heiratspolitik die Stellung des Hauses Valois festigen. Bereits 1475 fanden im Vorfeld des Vertrags von Picquigny in Amiens Gespräche zwischen dem englischen König Eduard IV. und Ludwig XI. statt, bei denen eine Heirat Karls mit der englischen Königstochter Elizabeth von York vereinbart wurde. 1477, nach dem Tod Karls des Kühnen von Burgund, wollte Ludwig seinen Sohn mit der Erbin des Herzogtums Burgund, Maria, verheiraten, doch lehnte Letztere, dreizehn Jahre älter als der Dauphin Karl und somit mündig und souverän, diese Ehe zu Gunsten des Habsburgers Maximilian ab.
Ludwig XI., der sein Ende kommen sah, versuchte seinen Sohn ab 1482 in die Regierungsgeschäfte einzuführen und riet ihm seinen Hofstaat zusammenzuhalten, um einen reibungslosen Übergang zu gewährleisten.
Der Dauphin Karl bestieg nach seines Vaters Tod 1483 mit erst dreizehn Jahren als Karl VIII. den Thron, worauf sogleich ein heftiger Streit zwischen seiner Schwester Anna von Beaujeu und Louis d’Orléans um Vormundschaft und Regentschaft entbrannte. Nach dem Entscheid der Generalständeversammlung von 1484 stand Karls Conseil schließlich bis etwa 1491 unter dem bestimmenden Einfluss seiner zehn Jahre älteren Schwester Anne und deren Gatten Pierre II. de Bourbon. Die Staatsgeschäfte wurden in dieser Zeit im Wesentlichen vom nachmaligen Kardinal Guillaume Briçonnet abgewickelt.

### Ehen
Einen Monat vor der Thronbesteigung, am 22. Juli 1483, wurde der Dauphin Karl mit der dreijährigen Margarete, Tochter aus der Ehe Maximilians I. von Habsburg (des späteren römischen Kaiser) mit Maria von Burgund, symbolisch verheiratet. Diese Ehe war – in Verletzung des Vertrages von Picquigny – Teil des Friedens von Arras und wurde 1482 zwischen Frankreich, Österreich und den Burgundischen Niederlanden ausgehandelt. Ziel war die Aussöhnung in der seit 1477 von Krieg umtobten sogenannten burgundischen Frage, da das Haus Österreich aus dem Erbe Karls des Kühnen das Herzogtum Burgund beanspruchte, die Krone Frankreichs allerdings das Kronlehen und einige flämische Besitzungen eingezogen hatte.
Gegen Louis d’Orléans war 1488 der so genannte „verrückte Krieg“ (→ Guerre folle) gegen die Bretonen auszufechten, nachdem sich der zurückgesetzte Prinz von Geblüt auf die Seite der Fürstenopposition im Umfeld von Franz II. von der Bretagne und auf die Seite der bretonischen Unabhängigkeit gestellt hatte. Der Versuch, nach dem Tod des Herzogs von Bretagne dessen elfjährige Tochter Anne zu gewinnen und die Bretagne über eine Ehe an die Krone zu binden, schlug jedoch vorerst fehl: Anne suchte ihre Rettung in einer Ehe mit Maximilian von Österreich, die jedoch auch nur per Stellvertreter geschlossen und nicht vollzogen wurde. Karl VIII. durchkreuzte diese Heiratspolitik militärisch durch die Belagerung von Nantes und zwang so die inzwischen vierzehnjährige Herzogin zur Ehe mit ihm. Karl VIII. und Anne heirateten am 6. Dezember 1491 auf Schloss Langeais. Maximilian hatte nicht die Mittel, dem Herzogtum Bretagne zu Hilfe zu eilen, und musste schließlich hinnehmen, dass der Ehevertrag mit Margarete widerrufen und von Innozenz VIII. annulliert wurde. Die Bretagne kam nach diesem sogenannten „bretonischen Brautraub“ faktisch definitiv an die französische Krone und war durch den Ehevertrag zusätzlich gebunden, indem Anne für den Fall, dass sie keinen überlebenden Dauphin gebar, den Thronfolger Karls VIII. zu heiraten hatte.
Erzherzogin Margarete, die nach dem Frieden von Arras (1483) als Verlobte des Königs am Hof Frankreichs gelebt hatte (es hatte ja nur eine symbolische Hochzeit stattgefunden), durfte nicht augenblicklich nach Deutschland zurückkehren. Erst 1493, als der Vertrag von Senlis einen Zwischenfrieden in der burgundischen Frage erbrachte, wurde sie – inzwischen dreizehnjährig und gänzlich im Sinne der französischen Hofkultur erzogen – samt ihrer Aussteuer zurückgeschickt.

### Italienkrieg
1489 wurde Karl VIII. von Papst Innozenz VIII., der sich mit Ferdinand I. von Neapel überworfen hatte, aufgefordert, Neapel einzunehmen. Rechtsansprüche ließen sich konstruieren durch Rückgriff auf Karl von Anjou, den Eroberer und nachherigen König von Neapel (1265/1266–1285). Ferner hatte Ludwig XI. 1483 das Erbe der jüngeren französischen Anjou beansprucht, noch ehe in René II. von Lothringen ein letzter eigenständiger Prätendent abseits der Krone Frankreichs Neapel bedroht hatte. Ferdinand seinerseits war angesichts der Spaltung Neapels in eine angevinische und in eine aragonesische Adelspartei bedroht, nachdem Jahrzehnte oder gar Jahrhunderte der Thronfolgekriege, zuletzt aber die Verschwörung der Barone 1485/86 sein Reich geprägt hatten.
Der junge und ambitionierte König rüstete seine Armee und verstärkte seine Artillerie mit den modernsten Belagerungsgeräten jener Zeit. Um sich den Rücken für seine Eroberungspläne frei zu halten, schloss er mit seinen Nachbarn Kontrakte, die teuer erkauft wurden. So kam 1492 mit Heinrich VII. von England der Vertrag von Étaples zustande, 1493 mit Maximilian I. der Vertrag von Senlis und im selben Jahr mit Ferdinand II. von Aragón der Vertrag von Barcelona. Aus den Reihen der Italiener eilte ihm der Mailänder Usurpator Ludovico Sforza entgegen, der von Ferdinands Nachfolger Alfonso bedroht war. Weil die Italiener sich nach der Wahl des Papstes Alexander VI. im Konklave von 1492 völlig zerstritten hatten, fürchtete Lodovico Sforza die Forderung nach Beendigung seiner Regentschaft, wie sie von Ferdinand von Neapel und Don Alfonso erhoben worden war. Ein weiteres Ziel war die Usurpation der Herrschaft seines Neffen Gian Galeazzo Maria Sforza, der seinerseits mit Isabella von Aragón verbunden war, der Tochter von Alfonso. Entsprechend verbündete er sich mit Karl VIII. im Frühjahr 1493 und lud ihn zu einem Zug gegen Neapel ein.

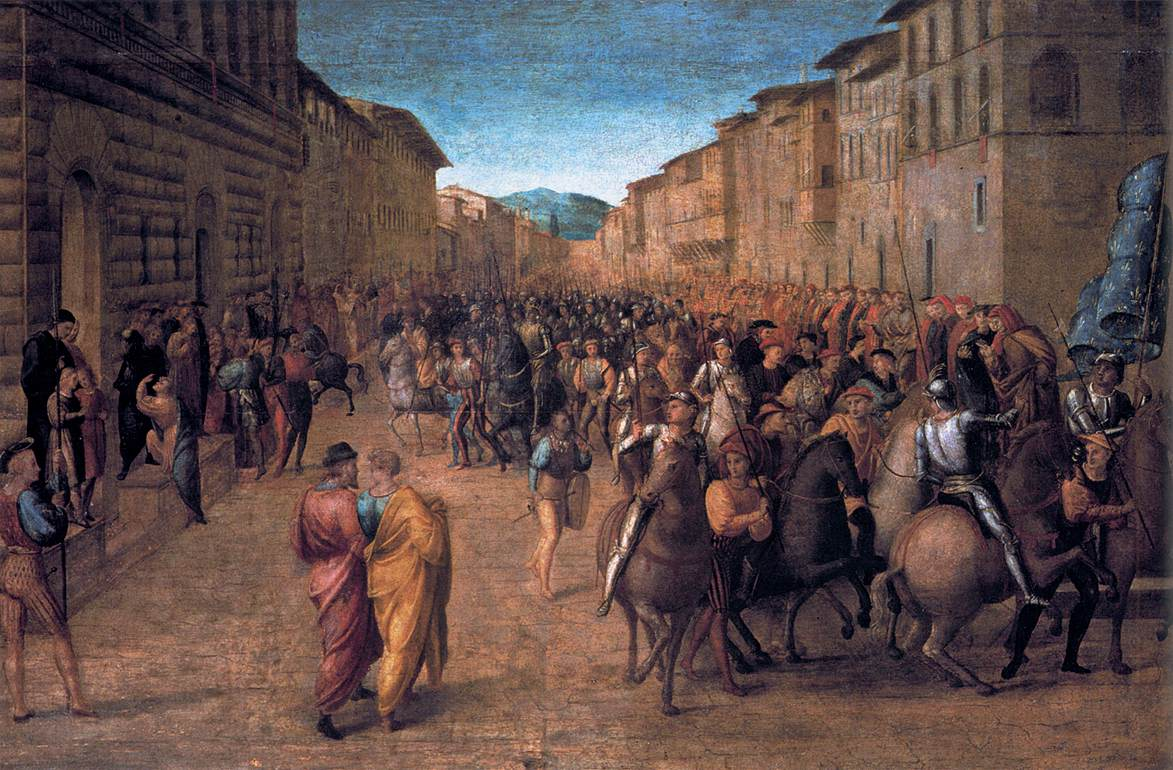
Einmarsch Karls VIII. in Florenz.
(Francesco Granacci, 1518, Uffizien in Florenz)

Wappen Karls VIII., König von Frankreich, Neapel und Jerusalem
(Seit Ludwig I. war der König von Neapel auch Titularkönig von Jerusalem.)

1494 fiel Karl mit 25.000 Mann (darunter 8.000 Schweizer Söldner) in Italien ein, marschierte quer durch die Halbinsel und unterwarf die Republik Florenz gewissermaßen im Vorbeigehen. Dabei stürmte am 8. September 1494 seine Armee unter der Führung von Ludwig von Orléans die Stadt Rapallo und metzelte sämtliche Männer, Frauen und Kinder nieder. Das Massaker war die Vergeltung für Rapallos Versuch, mithilfe der drei Tage zuvor im Hafen von Genua gelandeten 5000 aragonesischen Soldaten die Truppen auf ihrem Marsch nach Neapel aufzuhalten. Am 31. Dezember 1494 zogen Schweizer Söldner durch die Porta del Popolo in Rom ein. Am 22. Februar 1495 nahm Karl Neapel ein, ohne dass er sich einer offenen Schlacht hätte stellen müssen. Alfonso wurde vertrieben und Karl als König von Neapel eingesetzt.
Der Neapelzug im Herbst 1494 leitete die Italienischen Kriege der frühen Neuzeit ein. Gewisse Kreise in Florenz begrüßten die Präsenz der Franzosen, insbesondere der Dominikaner Girolamo Savonarola, der in Karl ein Werkzeug Gottes sah, um die Stadt von der grassierenden Korruption zu reinigen. Viele Fürsten Italiens wurden jedoch ob der Leichtigkeit der Eroberungen des französischen Königs aufgeschreckt, im Kirchenstaat war inzwischen Alexander VI. auf Papst Innozenz VIII. gefolgt, und sogar Karls Verbündeter Ludovico Sforza begann nun zu wanken. So arrangierte der Papst 1495 die sogenannte Heilige Liga von Venedig, welche in der Schlacht bei Fornovo gegen Karl obsiegte; dies, obwohl die Liga mehr tote Soldaten zu beklagen hatte als das französische Heer Verluste hatte hinnehmen müssen. Darüber hinaus verloren die Franzosen ihre gesamte auf dem Italienfeldzug gemachte Kriegsbeute. Militärisch angeschlagen und politisch zusehends isoliert, zog sich Karl – weitere Schlachten meidend – in die Heimat zurück. Seine in Neapel zurückgelassene Garnison wurde von den Truppen des mit Alfonso II. verbündeten Ferdinand II. von Aragón rasch zur Kapitulation gezwungen.
Im Laufe der nächsten Jahre versuchte Karl, seine Armee erneut aufzubauen, um den Italienfeldzug wieder aufzunehmen, doch lasteten die in den Jahren 1494/95 angehäuften Schulden zu schwer. Somit blieb sein Engagement in Italien ohne nachhaltigen Erfolg.

### Tod
Karl VIII. starb 27-jährig am 7. April 1498 angeblich infolge eines Unfalls auf Schloss Amboise. Als er, so etwa der Renaissance-Spezialist Volker Reinhardt, sich auf den Weg machte, um einer Partie Jeu de Paume beizuwohnen, stieß er mit seiner Stirn so unglücklich und heftig gegen einen steinernen Türsturz, dass er ins Koma fiel und wenige Stunden später an einer einsetzenden Hirnblutung starb. Friederike Hausmann vermutet dagegen, dass Karl an Syphilis starb, was bereits Ernst Bäumler in Amors vergifteter Pfeil. Kulturgeschichte einer verschwiegenen Krankheit annahm. Auch die vielen Totgeburten unter seinen Nachkommen (s. u.) sprechen für die Syphilisdiagnose.
Karl VIII. wurde – wie die meisten französischen Könige – in der Kathedrale von Saint-Denis beerdigt. Sein Herz wurde in die Notre-Dame in Cléry-Saint-André überführt, wo auch seine Eltern begraben waren. Bei der Plünderung der Königsgräber von Saint-Denis während der Französischen Revolution wurde sein Grab am 17. Oktober 1793 geöffnet und geplündert; seine Überreste wurden in einem Massengrab außerhalb der Kirche beerdigt.
Da alle seine Nachkommen im frühen Kindesalter starben, erlosch mit ihm der ältere Stamm des Hauses Valois. Nachfolger wurde sein Onkel 3. Grades Ludwig XII., ein Urenkel Karls V. von Frankreich.

## Nachkommen
Kinder aus der am 6. Dezember 1491 geschlossenen Ehe mit Anne de Bretagne (1477–1514):
- Karl-Roland (Charles Orland) (* 10. Oktober 1492 auf Schloss Plessis-lès-Tours (La Riche); † 6. Dezember 1495 in Amboise), Dauphin von Viennois. Grabmal in der Kathedrale Saint-Gatien von Tours.[15]
- Franz (François) (†; * 1493), totgeboren.
- eine Tochter (1494 ?), totgeboren.
- Karl (Charles) (* 8. September 1496 auf Schloss Plessis-lès-Tours (La Riche); † 2. Oktober 1496 ebenda), Dauphin von Viennois. Grabmal in der Kathedrale Saint-Gatien von Tours
- Franz (François) (* 1497 ? auf Schloss Plessis-lès-Tours (La Riche); † Anfang 1498), Dauphin von Viennois.
- Anne (* 20. März 1498; † 7. April 1498)

Karl-Roland war der einzige Nachkomme, der älter als ein paar Wochen wurde. Der Verlust des Erstgeborenen – angeblich infolge einer Maserninfektion, vermutlich aber an Syphilis – im Jahre 1495 traf die Eltern hart, sodass man um die Gesundheit der Königin lange Zeit besorgt war.

## Wappen
Beschreibung: Im Blau und Silber gevierten Wappen drei goldene Lilien und ein goldenes mit gemeinem Kreuz bewinkeltes Krückenkreuz oder Jerusalemkreuz. Auf dem Schild eine goldene Lilienkrone; Schildhalter sind zwei goldgeflügelte weißgekleidete Engel. Um das Wappen ist die Kette des Ordre de Saint-Michel mit dem Erzengel Michael im Medaillon gelegt.